# 古惑仔3之隻手遮天
《古惑仔3之隻手遮天》，即依據香港漫畫家牛佬所繪製的漫畫《古惑仔》中「烏鴉篇」、「永别蘇阿细篇」為藍本，再進行改編的黑幫電影作品。本片是《古惑仔2之猛龍過江》的續集，古惑仔電影系列於本集起正式交由嘉禾公司出品，續集為《97古惑仔：戰無不勝》。
本片亦是中国、新加坡、馬來西亞的電影檢查制度為《古惑仔》系列作出關鍵性的故事修改，並名為《新警察故事3之隻手遮天》上映。

## 劇情
東星社人稱「下山虎」的陳天雄（綽號「烏鴉」）與人稱「笑面虎」的吳志偉（綽號阿虎、Tiger），一武一文，號稱「東星雙虎」，是東星社的龍頭老大「駱駝」的左右手，也是社團中的新起之秀。
某日，洪興社龍頭蔣天生帶領幫眾前往元朗，特意拜會東星，參與地方盛宴。席間，正式取得銅鑼灣堂主之位的陳浩南，告知蔣天生收留已離開臺灣三聯幫的山雞，表示他願意從頭來過，重返洪興社。但是烏鴉卻騷擾蔣天生的女友方婷，令陳浩南心生不滿。
陳浩南女友細細粒（小結巴）因為於車禍中昏迷而留院，醒來後卻失去與陳浩南的記憶，而且還不再口吃，於是陳浩南和其兄弟取出幾年前的合照給細細粒看，並帶她來到初次碰面的地方，嘗試替她恢復記憶。
林牧師的女兒淑芬在英國畢業後返港，並打算在銅鑼灣傳道，林牧師就帶山雞到他任職的教會，目的就是讓山雞關照淑芬，兩人於見面後成為情侶。
烏鴉在關帝君誕辰的供品拍賣大會上刻意羞辱陳浩南，最後砸場翻桌，兩方大打出手，警司牛雄率領警員來此調停，把兩方人馬架開，但陳浩南與烏鴉嫌隙更深了。阿虎拉攏洪興的基哥，特意選在陳浩南的酒吧對面開一家「東漫酒吧」，意圖染指銅鑼灣。為此，氣憤難平的陳浩南率領手下前往鬧事，表明銅鑼灣是洪興社固有疆域，不願意東星社「插旗」。隨後，陳浩南請求洪興社龍頭蔣天生仲裁，才讓爭議稍稍平息。
同時，蔣天生也邀約陳浩南一同前往荷蘭旅遊散心，除了與當地黑幫會談外，並探視幫中在荷蘭隱居的大老「八指叔」。豈料雙虎擄走方婷強拍裸照以作要脅，並且趁洪興社一行人到荷蘭旅遊時，設局殺死了蔣天生，雙虎還想殺陳浩南，但他僥倖逃脫，於是雙虎將他跟荷兰黑帮握手照片作为殺害蔣天生证据来嫁禍予他，方婷亦因為有裸照在雙虎手上，被迫誣衊他是兇手，他被洪興社通緝，只好躲在林牧師家中。
駱駝認為雙虎對蔣天生下毒手太過份，將他們責罵一番，卻在途中遇到山雞等人，山雞毆打了駱駝，駱駝頭破血流，被警方強制送醫。誰知雙虎心有不甘，竟於探病時對駱駝下毒手，以枕頭將其活活悶死，又放出風聲，說駱駝是被山雞打死的。山雞被警方帶返警局，在警局內跟警司牛雄對談，牛雄因為長期監聽雙虎，知道是雙虎謀殺了蔣天生與駱駝，對下克上的兩人非常不齒，還表示雙虎在銅鑼灣爭地盤是為了方便毒品交易賺取龐大的利潤，最後他把監聽雙虎的錄音帶送給山雞，讓山雞為江湖除害。
雙虎帶領東星社兄弟前往狙殺陳浩南、細細粒、淑芬等人，林牧師知道他們遇襲，鼓動鄰居們出來救援，數百位居民帶著掃帚、竹竿前去示威，烏鴉只好離去，但細細粒卻被笑面虎擄走。陳浩南逃脫後遇上大飛，大飛奉洪興社之命，必須除掉陳浩南，但大飛相信陳浩南是無辜的，所以視而不見，讓陳浩南得以脫身。
陳浩南得知細細粒在東星雙虎手上之後，為了營救她，不攜帶任何武器，隻身到雙虎的地盤，這是雙虎設下的局，目的就是要幹掉陳浩南。陳浩南目睹細細粒被烏鴉捆綁凌辱，奮不顧身衝上前營救，細細粒因為頭部受撞擊，被撕掉嘴上的膠紙後告訴陳浩南已經恢復以往與他的記憶，她掙脫了繩子，猛推阿虎一把，可是仍被在旁的烏鴉甩到沙發上猛轟多槍慘死。當烏鴉重新裝填手槍，準備槍殺陳浩南時，山雞趕至並往室內丟了一顆手榴彈，自己身上亦帶了幾個手榴彈以作要脅，救了陳浩南一命。陳浩南面對奄奄一息的細細粒，悲痛萬分……
駱駝告別式當日，山雞的表兄，也就是臺灣的三聯幫堂主柯志華（小黑）率領幫眾出面拈香。因為三聯幫與東星並沒有交情及往來，所以雙虎對三聯幫前來弔唁均感奇怪。原來是偷渡了陳浩南一行人前來，這時洪興社的大飛也帶了一群兄弟前來致哀，故意挑釁烏鴉，兩方開始爭執，陳浩南一行人出面，淑芬把喪禮的八音錄音帶換掉，改播監聽錄音帶，錄音帶中笑面虎打電話給洪興社的基哥，承認「東星雙虎」向蔣天生和駱駝行兇，希望掀起波瀾。
東星社開始有人質疑雙虎殺害駱駝，烏鴉見勢不妙，就稱錄音帶是偽造的，掌摑了懷疑的人；但洪興社的基哥卻說錄音帶是真的，並立刻道歉。大飛因為之前抽中死籌，必須要找出殺死蔣天生的兇手。確定兇手後首先發難，開打，洪興社與東星社兩方大打出手，警司牛雄率隊在外面監控，卻作壁上觀，並向部下說這是「喪禮儀式」，實則是暗助山雞除害。三聯幫則以「中立」和柯志華穿上范思哲高級外衣為理由，沒有幫助洪興社對付東星社。
淑芬暗中將會場內東星社所藏有的刀具一一交給警察沒收並將其中一把刀給予陳浩南黃，烏鴉與陳浩南搏鬥失利，烏鴉為求脫身，把笑面虎當成人肉盾牌，遭浩南拿刀捅死，最後陳浩南，山雞，包皮，大天二及蕉皮合力把烏鴉撞到滿是烈酒的罐頭塔，孰料烏鴉找到一把長刀，仍作垂死掙扎，陳浩南随即將鐵桶中燃燒的冥紙灑到烏鴉身上，烏鴉被活活燒死。
片尾，陳浩南、山雞率領兄弟們去為細細粒掃墓，告訴她大仇已報，可以含笑入土，電影在飄滿墳紙的畫面中劇終……

### 新馬版本
由於新加坡和馬來西亞電檢尺度嚴厲，《古惑仔之猛龍過江》於新馬市場改名為《新警察故事之隻手遮天》。故事繼續為主角香港皇家警察的陳浩南督察，是被警司牛雄委派繼續潛伏於洪興社的臥底，並穿插陳浩南督察與警司牛雄會報洪興社的搜集證據，與港版不同之處是烏鴉和笑面虎於劇終被捕。雖然上集代了山雞、大天二和包皮等人被捕入獄。但是新馬版本無視了這個設定，山雞等人亦有在修改故事登埸。

## 语录
乌鸦
- “關老二，拜你有春用咩？班細而家立嘢隊我呀，出黎行，無人講義氣架啦！你个套outdated了！”（“關老二，拜你有個屁用？現在小弟們拿東西捅我啊，出來混的沒人講義氣了！你那套過時了？”）
- “食喇喎，食香？食懵你呀！”
- “難做嘅嘢就~唔好做啦！”（“難辦的事就別辦啦！”）
- “細細粒！容~易~食~”（細細粒國語譯名為“小結巴”）

## 人物角色
| 角色名稱       | 演員   | 備註 |
| -------------- | ------ | --- |
| 陳浩南         | 鄭伊健 | 𡃁仔南、浩南、南哥 洪興社堂主，銅鑼灣堂主 蘇阿細的男友 趙山河、梁二、包達二、蕉皮之兄弟 被蔣天生器重 陳天雄、吳志偉之敌人 新馬版本《新警察故事之隻手遮天》為陳浩南督察                                                                                   |
| 趙山河         | 陳小春 | 山雞 洪興社成員 林淑芬之男友 柯志華之表弟 陳浩南、梁二、包達二、蕉皮之兄弟 牛雄之線人 |
| 蘇阿細         | 黎姿   | 細細粒（小結巴）、阿細 陳浩南之女友 故事初期因失憶而無法記起陳浩南等人 被東星雙虎狙殺時因為頭部受撞擊而記起陳浩南，最後被乌鸦陳天雄槍殺 |
| 林淑芬         | 莫文蔚 | 林牧師之女兒 趙山河之女友 |
| 陳天雄         | 張耀揚 | 本片終極大反派 烏鴉 東星雙虎之一、下山虎 個性兇殘，為求目的不擇手段，違背良知 陳浩南之敌人 殺害蔣天生、八指叔、駱丙潤、蘇阿細 最後被陳浩南用火燒死 新馬版本《新警察故事3之隻手遮天》中被警方以謀殺罪拘捕                                                 |
| 吳志偉         | 吳志雄 | 本片大反派 Tiger、阿虎 東星雙虎之一、笑面虎 爲人口蜜腹劍、笑裏藏刀 陳浩南之敌人 殺害蔣天生、八指叔、駱丙潤之兇手 與基哥互相勾結並利用其，最後反目 最後在與陳浩南搏鬥時被陳天雄當成人肉護盾用刀插死 新馬版本《新警察故事3之隻手遮天》中被警方以謀殺罪拘捕 |
| 包達二         | 林曉峰 | 包皮 洪興社成員 陳浩南、梁二、趙山河、蕉皮之兄弟 |
| 梁二           | 謝天華 | 大天二 洪興社成員 陳浩南、包達二、趙山河、蕉皮之兄弟 |
| 蕉皮           | 朱永棠 | 洪興社成員 陳浩南、包達二、趙山河、梁二之兄弟 |
| 林牧師         | 林尚義 | 教會牧師 林淑芬之父親 |
| 牛雄           | 元彬   | 有組織罪案及三合會調查科警司 初期與趙山河不和 後因不齒陳天雄及吳志偉所作所爲，與趙山河合作對付雙虎 新馬版本《新警察故事之隻手遮天》中安排陳浩南督察潛伏於洪興社搜查線索                                                                                  |
| 蔣天生         | 任達華 | 蔣生 洪興社龍頭 方婷之男友 駱丙潤之好友 故事中期於荷蘭阿姆斯特丹被陳天雄、吳志偉槍殺 |
| 駱丙潤         | 陳惠敏 | 駱駝 東星社龍頭 蔣天生之好友 被趙山河打傷 最後被陳天雄、吳志偉用枕頭焗死 |
| 徐飛鴻         | 黃秋生 | 大飛 洪興社成員 ＫＫ之兄 陳浩南之好友 原本抽中死籌必須除去陳浩南替蔣天生報仇，但相信陳浩南絕非欺師滅祖之人而選擇相信他 |
| KK             | 譚小環 | 洪興社成員 大飛之妹 大天二之女友 |
| 柯志華         | 柯受良 | 小黑 三聯幫大老，黑豹堂堂主 趙山河之表哥 在駱丙潤喪禮致哀 協助陳浩南等人對付陳天雄、吳志偉 |
| 基哥           | 李兆基 | 洪興社堂主，西環堂主 與吳志偉互相勾結並被其利用，最後反目 |
| 八指叔         | 韓坤   | 蔣天生的長輩 荷蘭華僑 故事中期於荷蘭阿姆斯特丹被陳天雄、吳志偉槍殺 |
| 肥屍           | 梁焯滿 | 東星社成員 在球場上恐嚇山鷄一行人，最後在駱駝喪禮上被梁二、蕉皮毆打 |
| 黑興           | 鍾培生 | 東星社成員 |
| 葉玉卿         | 陳國坤 | 東星社成員 |
| 龍婆（盧燕英） | 羅蘭   | 陳浩南的外婆 電影《七月十四》之角色 |
| 信哥           | 蔡業信 | 洪興社堂主 |
|                | 蕭啟信 | |
| 阿寶           | 劉寶賢 | 洪興社成員 |
| 方婷           | 黎淑賢 | 蔣天生的女友 |
| 陳耀           | 李道瑜 | 耀哥 洪興社幹部 |
| 阿泰           | 鄧國泰 | 洪興社駐荷蘭成員 故事中期於荷蘭被陳天雄、吳志偉槍殺 |
| 路人           | 楊容蓮 | 向林牧師求助的路人，於第一集《古惑仔之人在江湖》中山雞和林牧師相識一幕中的升降機乘客 |

## 電影歌曲

### 主題曲
| 歌名         | 演唱者 | 作曲   | 填詞 | 編曲   |
| 〈戰無不勝〉 | 陳小春 | 伍樂城 | 林夕 | 伍樂城 |

### 插曲
| 歌名                           | 演唱者                 | 作曲     | 填詞   | 編曲           |
| 〈古古惑惑（清清楚楚我係我）〉 | 謝天華、朱永棠、林曉峰 | 劉祖德   | 文雋   | 劉祖德         |
| 〈甘心替代你〉                 | 鄭伊健                 | 陳光榮   | 劉卓輝 | 陳光榮、Ted Lo |
| 〈怕甚麼甚麼也不怕〉           | 鄭伊健                 | Alex San | 林夕   | Alex San       |

## 獎項
| 頒獎典禮                  | 獎項       | 名單   | 結果 |
| ------------------------- | ---------- | ------ | ---- |
| 第16屆香港電影金像獎      | 最佳男配角 | 黃秋生 | 提名 |
| 第3屆香港電影評論學會大獎 | 推薦電影   |        | 獲獎 |

## 外部連結
- 香港影庫上《古惑仔3之隻手遮天》的資料（繁體中文）
- 開眼電影網上《古惑仔3之隻手遮天》的資料（繁體中文）
- 豆瓣电影上《古惑仔3之隻手遮天》的資料 （简体中文）
- 时光网上《古惑仔3之隻手遮天》的資料（简体中文）
- 爛番茄上《古惑仔3之隻手遮天》的資料（英文）
- AllMovie上《古惑仔3之隻手遮天》的资料（英文）
- 互联网电影数据库（IMDb）上《古惑仔3之隻手遮天》的资料（英文）